# توبیاس گراف
توبیاس گراف (انگلیسی: Tobias Graf؛ زادهٔ ۱۷ مارس ۱۹۸۴) دوچرخه‌سوار اهل آلمان است.
وی همچنین برندهٔ جوایزی همچون برگ بوی نقره‌ای شده‌است.